# NGC 3179
NGC 3179 (również PGC 30078 lub UGC 5555) – galaktyka soczewkowata (S0), znajdująca się w gwiazdozbiorze Wielkiej Niedźwiedzicy. Odkrył ją 25 stycznia 1851 roku Bindon Stoney – asystent Williama Parsonsa.